# حسن ميلا سيساي
حسن ميلا سيساي (بالإنجليزية: Hassan Mila Sesay)‏ (22 أكتوبر 1987 بفريتاون في سيراليون - ) هو لاعب كرة قدم سيراليوني في مركز الوسط. شارك مع منتخب سيراليون تحت 17 سنة لكرة القدم ومنتخب سيراليون لكرة القدم. أما مع النوادي، فقد لعب مع كووبيون بالوسيورا وميبا ونادي أوربرو ونادي بورتس أوثوريتي ونادي لاهتي وFC Viikingit ‏ وKlubi 04 ‏ وAtlantis FC ‏.

## وصلات خارجية
- حسن ميلا سيساي على موقع الاتحاد الدولي (مؤرشف)  (الإنجليزية)
- حسن ميلا سيساي على موقع قاعدة بيانات كرة القدم.إي يو (الإنجليزية)
- حسن ميلا سيساي على موقع ناشيونال فوتبول تيمز (الإنجليزية)
- حسن ميلا سيساي على موقع Soccerway.com (الإنجليزية)